# ちょい寝ホテル札幌手稲
ちょい寝ホテル札幌手稲（ちょいねホテルさっぽろていね、英語: CHOINE HOTELS SAPPORO TEINE）は、北海道札幌市手稲区にあるホテル。
ここでは、ちょい寝ホテル札幌手稲の運営会社である株式会社清純堂（せいじゅんどう）についても記述する。

## 概要
札幌西地域の基幹病院としての役割を持つ手稲渓仁会病院や、小児専門病院である北海道立子ども総合医療・療育センター（コドモックル）から車で5-7分程度、かつ札樽自動車道手稲インターチェンジ至近に所在する。病院へ長期入院する患者家族の滞在向けを主に、近隣の観光やレジャー向けにも利用できる宿泊施設（カプセルホテル）となっている。
北海道立子ども総合医療・療育センター隣接地には家族向け滞在施設「ドナルド・マクドナルド・ハウス さっぽろハウス」が開設されているが、需要は満たされておらず、これを補完している。
宿泊に加え、6:00〜10:00の朝寝利用や12:00〜16：00の昼寝利用も可能。

## 沿革
- 2018年（平成30年）7月2日：株式会社清純堂設立[3]。
- 2019年（平成31年）2月1日：ちょい寝ホテル札幌手稲開業[1][2]。

## 施設
客室
- 2室に計36床を有する[1]。
  - Aルーム　主に女性　デラックス（カプセル下段）9ベッド　エコノミー（カプセル上段）9ベッド
  - Bルーム：主に男性　デラックス（カプセル下段）9ベッド　エコノミー（カプセル上段）9ベッド

食事
- 主に朝食としてトースト、スープのセルフサービスを行い、この他フリードリンクとしてコーヒー・紅茶・お茶を設置。

その他
- 共用ラウンジ
- ソフトドリンクの自動販売機
- キッチン
- 調理器具　電子レンジ　トースター　冷蔵庫
- セキュリティーボックス　1F　デラックス利用者用
- ロッカー　2F　エコノミー利用者用
- 売店
- スーツケースやスキー・スノーボード等を置けるバッゲージルーム（大型荷物室）
- シャワールーム（シャンプー・ボディーソープ備付け）
- バスタオル・ハンドタオル・歯ブラシは別途有料

## 周辺
- 国道5号（北5条手稲通）
- 二十四軒手稲通
- 札樽自動車道手稲インターチェンジ
- 医療法人渓仁会手稲渓仁会病院
- 北海道立子ども総合医療・療育センター（コドモックル）
- サッポロテイネ・札幌テイネゴルフ倶楽部
- 札幌運転免許試験場

## アクセス
国道5号（北5条手稲通）沿いに面している。
- 北海道旅客鉄道（JR北海道）函館本線手稲駅（南口）から徒歩約13分。
- 札樽自動車道手稲インターチェンジから車で約2分。